# Нова вас при Коњицах
Нова вас при Коњицах (словен. Nova vas pri Konjicah) је насељено место у општини Словенске Коњица, Савињска регија, Словенија.

## Историја
До територијалне реорганизације у Словенији била је у саставу старе општине Словенске Коњице.

## Становништво
У попису становништва из 2011. године, Нова вас при Коњицах је имала 83 становника.
| Број становника према пописима | Број становника према пописима | Број становника према пописима |
| ------------------------------ | ------------------------------ | ------------------------------ |
| 1991                           | 2002                           | 2011                           |
| 90                             | 82                             | 83                             |

Напомена: До 1953. исказивано под именом Нова вас.